# Repubblica Democratica del Congo ai Giochi olimpici
La Repubblica Democratica del Congo ha partecipato per la prima volta ai Giochi olimpici nel 1968. Dal 1984 al 1996 gareggiò come Zaire.
Gli atleti congolesi non hanno mai vinto medaglie ai Giochi olimpici estivi e non hanno mai partecipato ai Giochi olimpici invernali.
Il Comitato Olimpico Congolese, creato nel 1963, venne riconosciuto dal CIO nel 1968.

## Medaglieri

### Medaglie alle Olimpiadi estive
| Giochi                 | Oro              | Argento          | Bronzo           | Totale           |
| ---------------------- | ---------------- | ---------------- | ---------------- | ---------------- |
| Città del Messico 1968 | 0                | 0                | 0                | 0                |
| Monaco 1972            | non partecipante | non partecipante | non partecipante | non partecipante |
| Montreal 1976          | non partecipante | non partecipante | non partecipante | non partecipante |
| Mosca 1980             | non partecipante | non partecipante | non partecipante | non partecipante |
| Los Angeles 1984       | 0                | 0                | 0                | 0                |
| Seoul 1988             | 0                | 0                | 0                | 0                |
| Barcellona 1992        | 0                | 0                | 0                | 0                |
| Atlanta 1996           | 0                | 0                | 0                | 0                |
| Sydney 2000            | 0                | 0                | 0                | 0                |
| Atene 2004             | 0                | 0                | 0                | 0                |
| Pechino 2008           | 0                | 0                | 0                | 0                |
| Londra 2012            | 0                | 0                | 0                | 0                |
| Rio de Janeiro 2016    | 0                | 0                | 0                | 0                |
| Tokyo 2020             | 0                | 0                | 0                | 0                |
| Parigi 2024            | 0                | 0                | 0                | 0                |
| Totale                 | 0                | 0                | 0                | 0                |